# Sven Linnborg

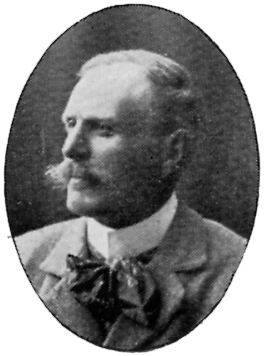
Sven Linnborg ur Svenskt porträttgalleri

Sven Samuel Vilhelm Linnborg, född 22 augusti 1857 i Lillhärdal, död 3 juli 1932 i Marieby, var en nationalromantisk staffli- och kyrkomålare.
Linnborg levde ett kringresande liv, flitigt anlitad för att dekorera jämtländska kyrkor och avbilda norrländska skogspatroners ägor. Han målade gärna landskapsmotiv med fjäll och sjöar. På 1910-talet utvecklade han en stiliserad nationalromantisk, dekorativ stil, kanske inspirerad av Carl Larsson och av sina uppdrag som kyrkodekoratör. Karaktäristiskt är hans persikofärgade moln och solnedgångar.
Han fick sin akademiska skolning vid Tekniska skolan i Stockholm, hos de danska opponenterna i Kunsternes Studieskole samt på Académie Julian och Académie Nationale des Arts Décoratifs i Paris.